# Glàndula submandibular
La glàndula submandibular o glàndula submaxil·lar és una glàndula salival que té una forma irregular i una mida semblant a una nou. Es localitza a la part posterior del pis de la boca. Aquesta glàndula produeix una secreció amb predomini serós, però també amb acins mucosos, anomenada seromucosa, a través del conducte de Wharton. Als adults, pesen aproximadament 15 grams cadascuna i contribueixen entre el 60 % i el 67 % de la secreció de saliva sense estimulació; amb l'estimulació, la seva contribució disminueix proporcionalment a mesura que la secreció de la glàndula paròtida augmenta al 50 %.  La longitud mitjana de la glàndula salival submandibular d'un adult humà normal és d'aproximadament 27 mm, mentre que l'amplada mitjana és d'aproximadament 14,3 mm.

## Formació
Apareix a finals de la sisena setmana de gestació i es forma a partir de rovells endodèrmics a terra de l'estomodeig. Es comencen a formar acins a les 12 setmanes i l'activitat secretòria apareix a les 16 setmanes. El creixement continua després del naixement, amb la formació d'acins mucosos.

## Ubicació
Està situada a la part lateral de la regió suprahioidea. Està continguda en una cel·la osteofibrosa. A l'origen està en relació per dins amb el hioglòs i per fora amb el milohioide.

## Estructura

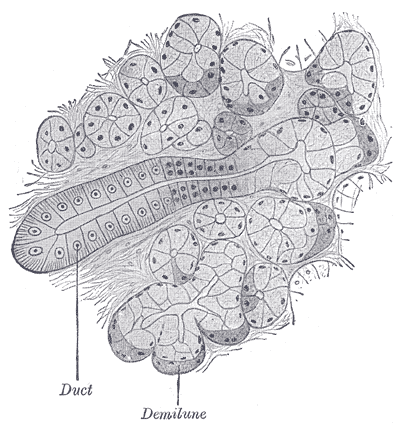
Acins mucosos esferoïdals de la glàndula submaxil·lar (a dalt i a baix), envoltats per cèl·lules seroses (Demilune).
Centre de la imatge: conducte glandular (Duct).

És una glàndula mixta, constituïda per acins serosos com la glàndula paròtida i acins mucosos separats per teixit conjuntiu. La seva secreció s'aboca per conductes excretors.
Està irrigada per les artèries procedents del facial i de la submentoniana, on desemboquen també les venes.
Està inervada pel nervi lingual, conjuntament amb branques del nervi facial.
Està formada per una gran porció superficial i una porció profunda més petita. Està protegida o recoberta pel compartiment submaxil·lar. Cada glàndula submandibular es divideix en un lòbul superficial i un lòbul profund, tots dos separats pel múscul milohioïdal.
El conducte submaxil·lar (de Wharton) té una longitud aproximada de 5 cm, i la seva paret és molt més prima que la del conducte parotídeo. Es forma a la zona mitjana de la porció profunda de la glàndula, s'introdueix entre la glàndula sublingual i el genioglos, i desemboca a terra de la boca a través d'un orifici estret situat al vèrtex de la papil·la sublingual que està localitzada lateralment al fre de la llengua.

## Imatges addicionals

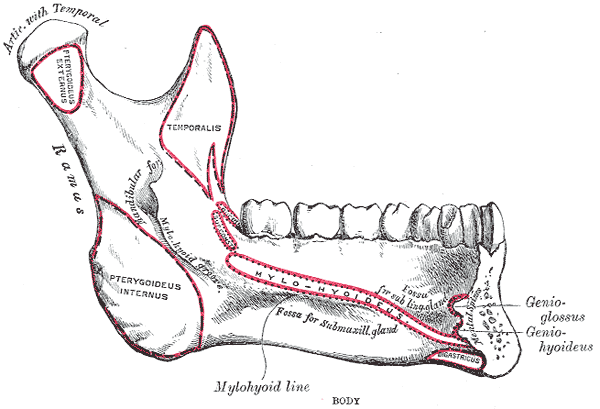
Mandíbula. Superfície interna. Vista lateral.
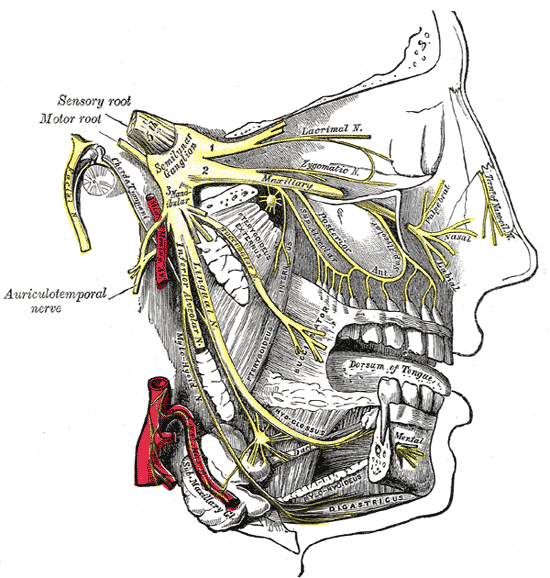
Distribució dels nervis maxil·lar i mandibular i del gangli submaxil·lar.
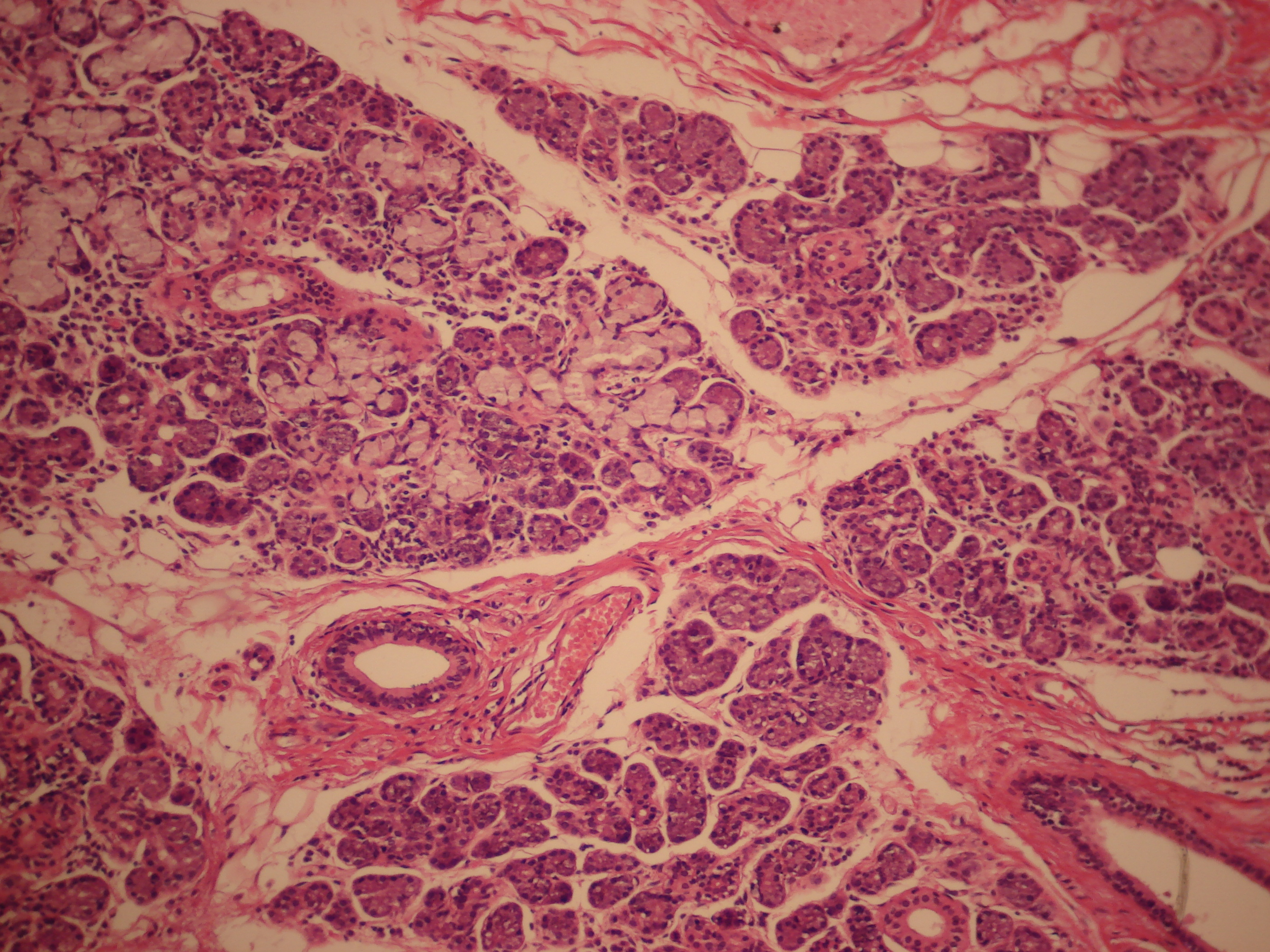
Les cèl·lules mucoses s'identifiquen per la manca de color al seu citoplasma, mentre que les cèl·lules seroses tenen un color basòfil.
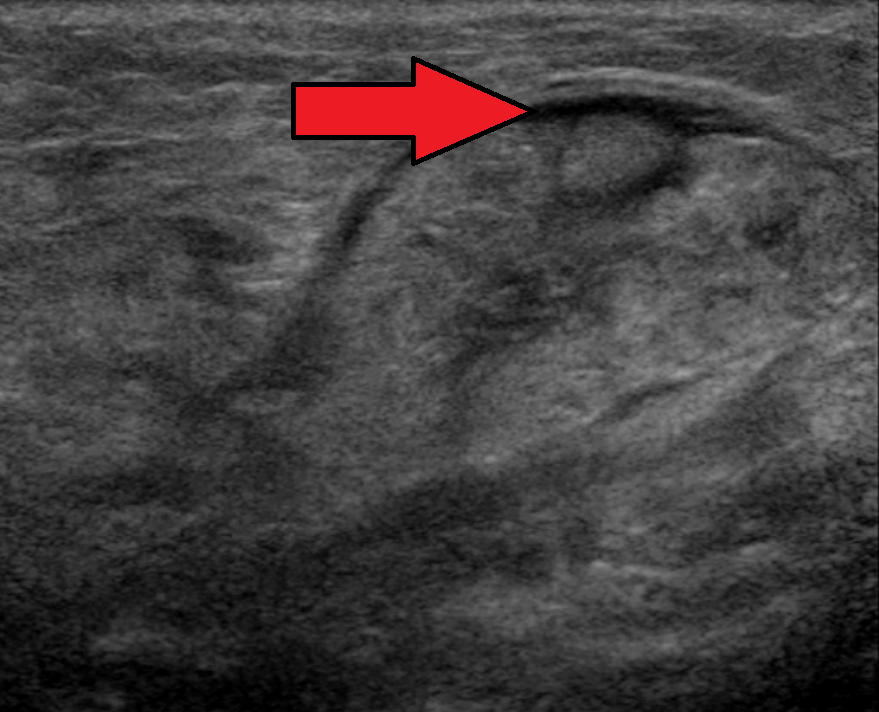
Inflamació de la glàndula submandibular observada a l'ecografia

## Imatges de dissecció

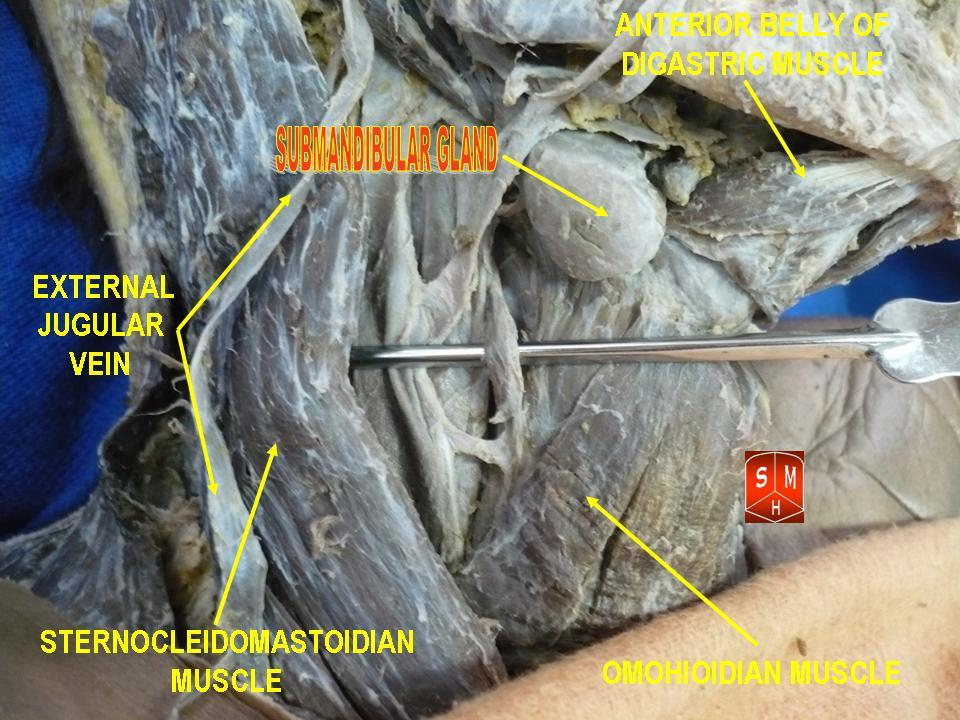
glàndula submandibular
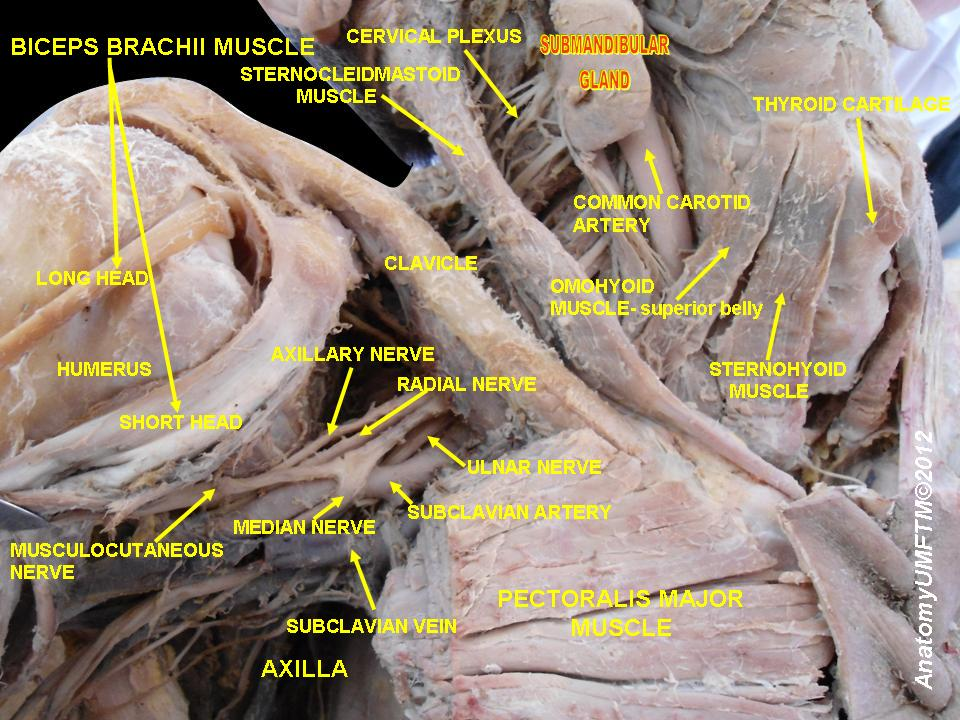
glàndula submandibular
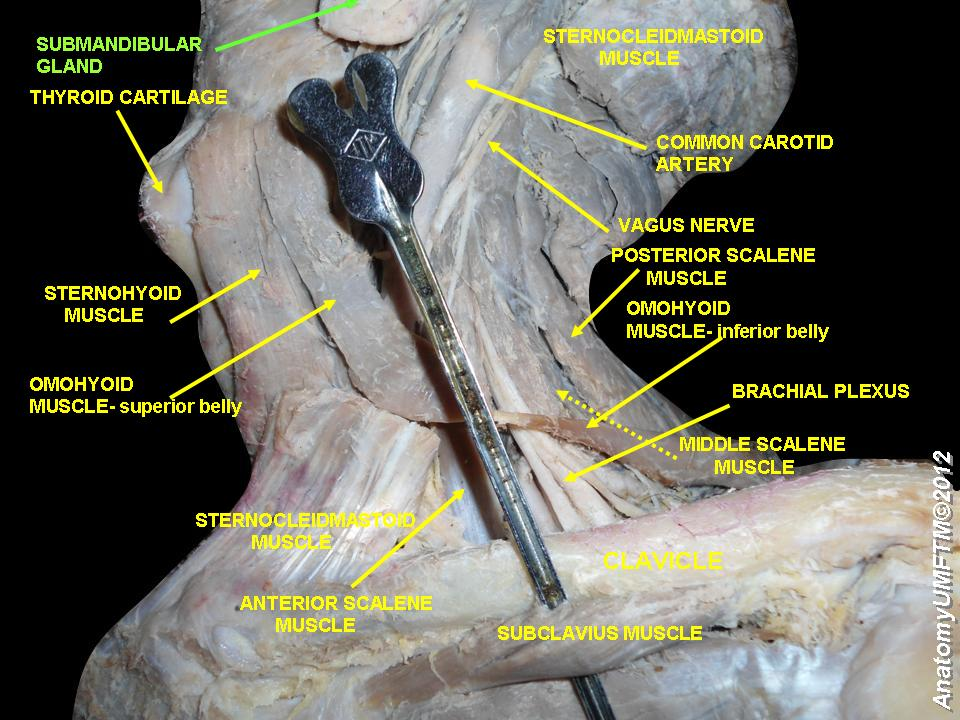
Vista lateral de la glàndula submandibular
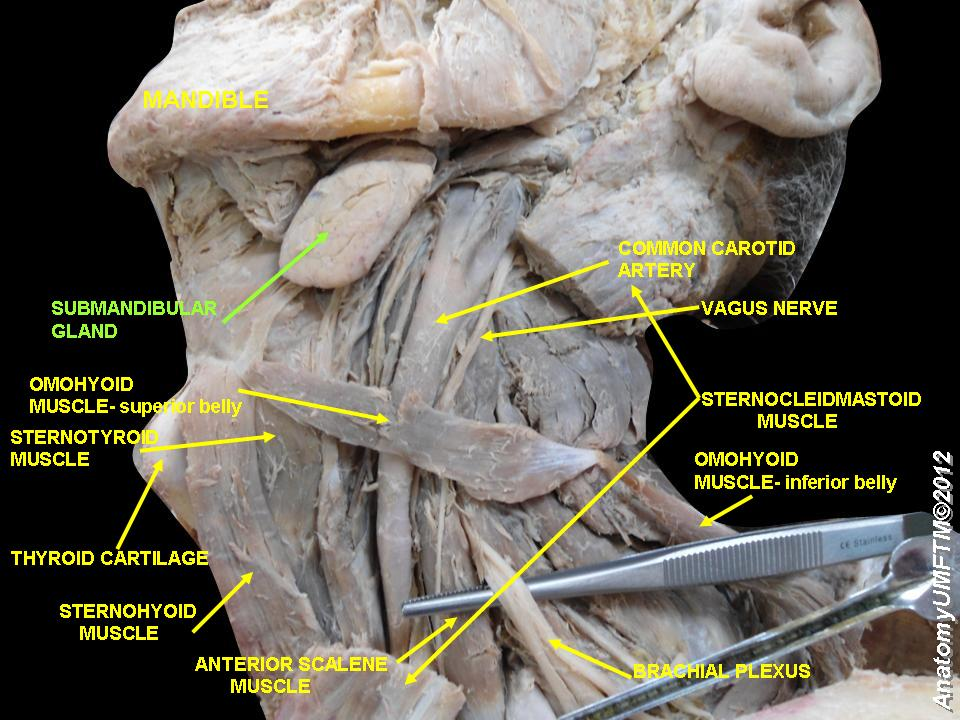
glàndula submandibular
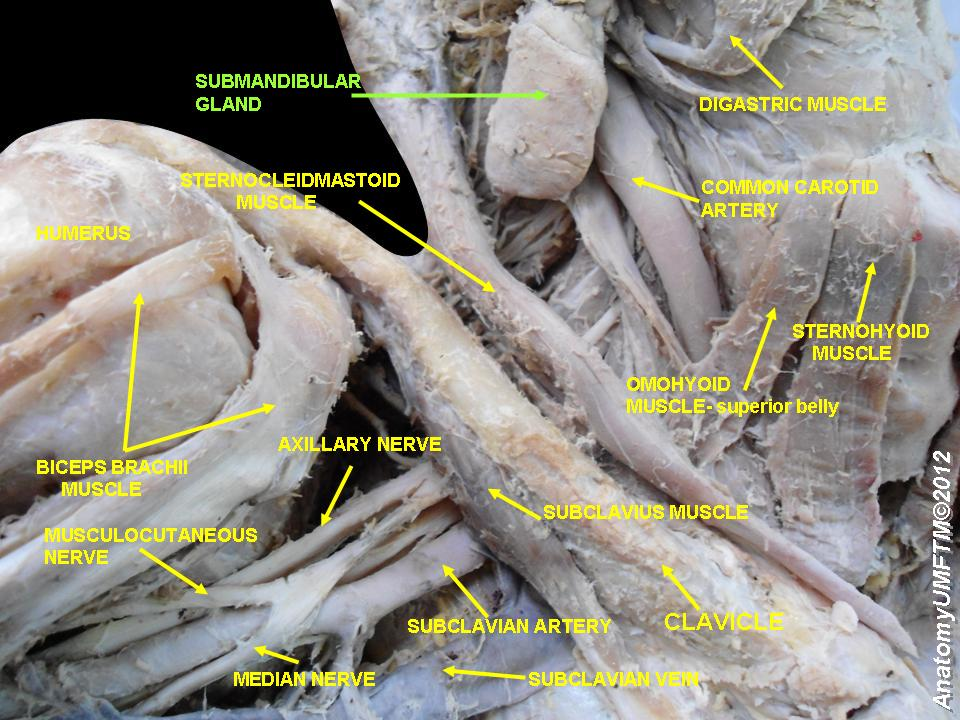
Glàndula submandibular - vista dreta
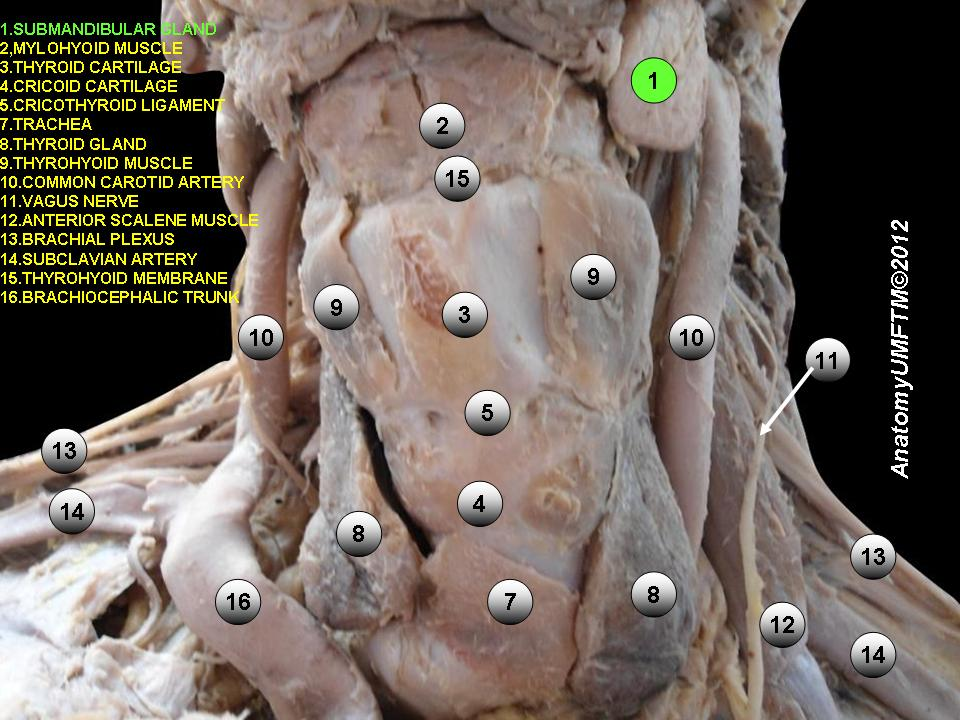
Glàndula submandibular - vista frontal
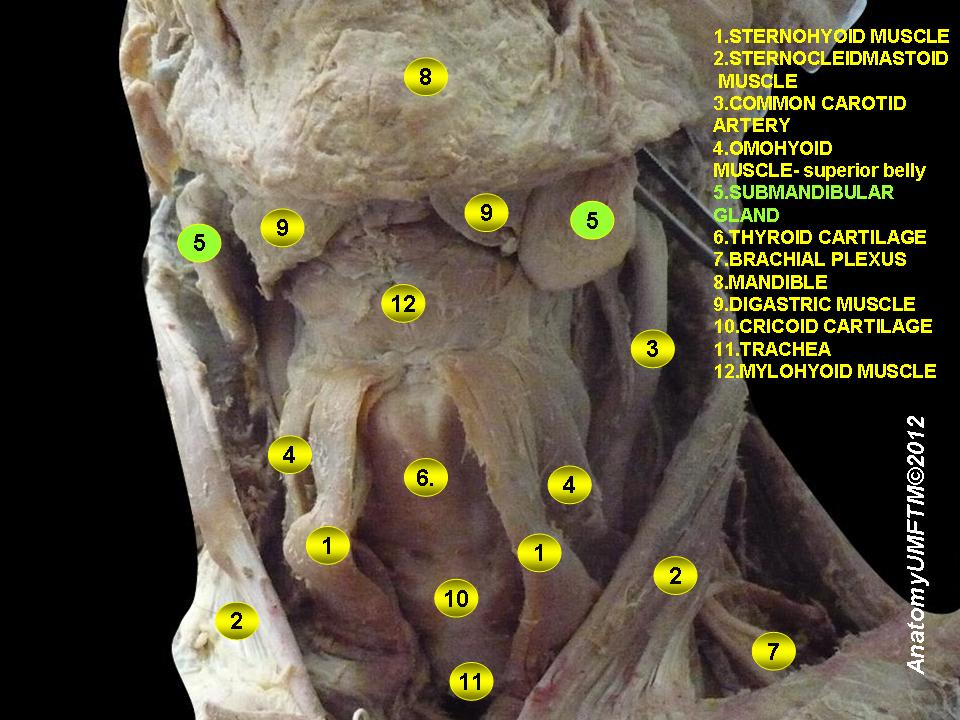
glàndula submandibular
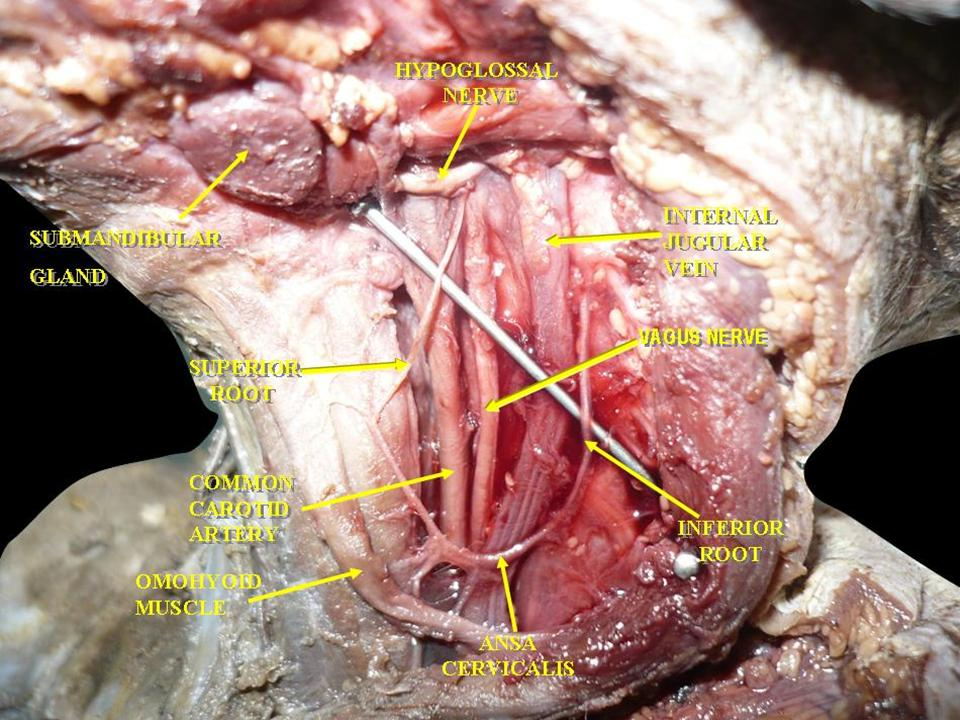
Músculs, artèries i nervis del coll. Dissecció del nadó.
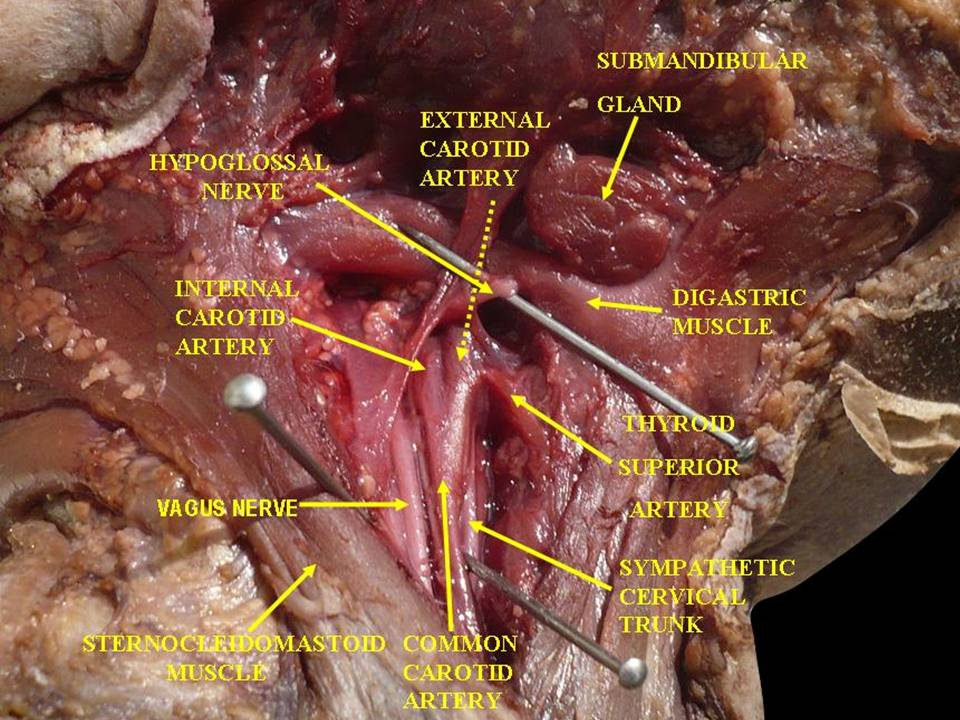
Músculs, artèries i nervis del coll. Dissecció del nadó.
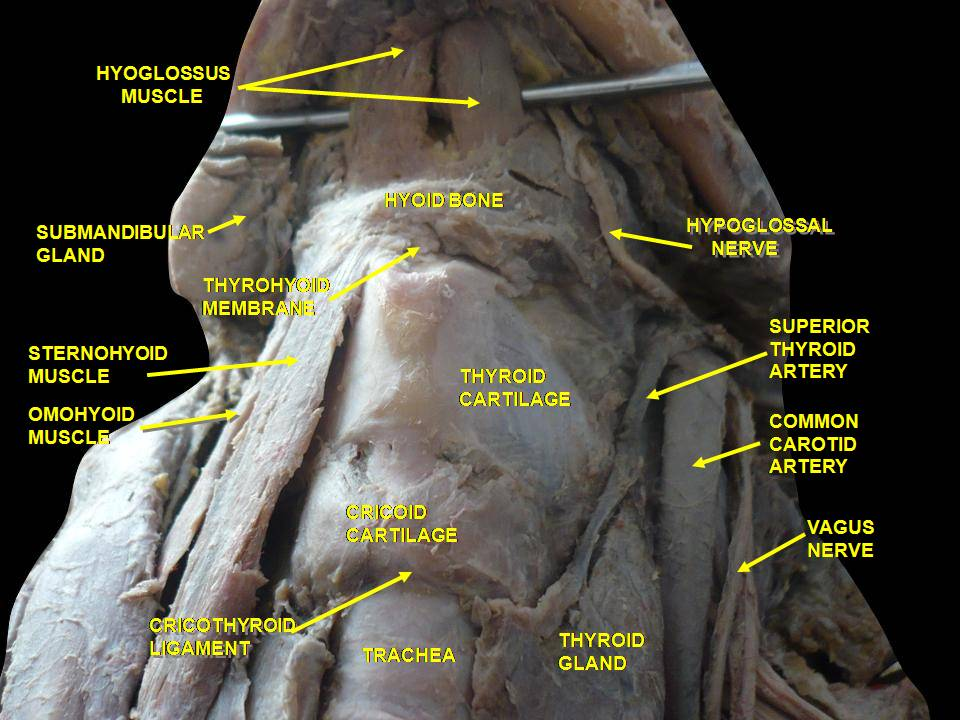
Músculs, nervis i artèries del coll. Dissecció profunda. Vista anterior.
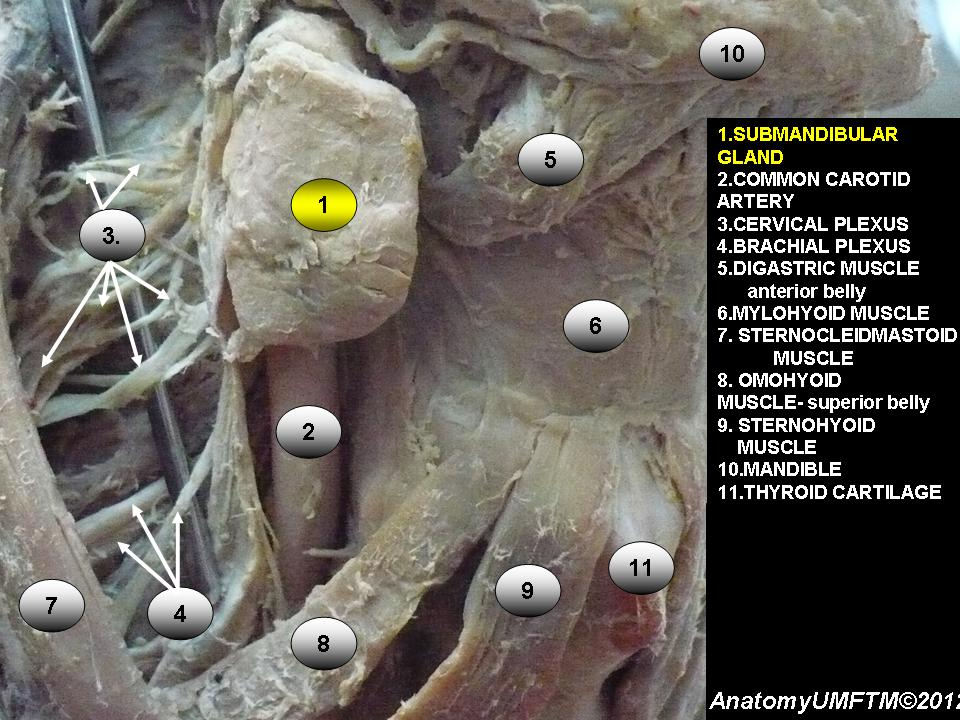
glàndula submandibular